# Холм (Тутаевский район)
В Ярославской области ещё 5 деревень с таким названием.
Холм — деревня Николо-Эдомского сельского округа Артемьевского сельского поселения Тутаевского района Ярославской области .
Деревня находится на западе сельского поселения, к северо-западу от Тутаева вблизи границы Тутаевского и Рыбинского районов. Она стоит на расстоянии около 2 км к юго-западу от федеральной трассы Р151 Ярославль—Рыбинск, на небольшом поле, со всех сторон окруженном лесами.  Ближайший населённый пункт деревня Рождественное стоит к востоку от Холма на расстоянии около 2 км. На юго-запад от Холма идёт просёлочная дорога, которая через 3 км выходит к находящейся в Рыбинском районе деревне Лапино .
Деревня указана на плане Генерального межевания Борисоглебского уезда 1792 года. В 1825 Борисоглебский уезд был объединён с Романовским уездом. По сведениям 1859 года деревня относилась к Романово-Борисоглебскому уезду .
На 1 января 2007 года в деревне Холм числилось 4 постоянных жителя . По карте 1975 г. в деревне жило 11 человек. На почтовых сайтах указывается, что деревня обслуживается почтовым отделением Тутаев-2, что является ошибкой, так как это почтовое отделение работает на другом берегу Волги .